# Петар Благојевић
Петар Благојевић, у аустријским изворима Peter Plogojowitz (немачки), био је сељак из Србије, за којег се везује легенда да је после смрти постао вампир. Живео је крајем 17. века, почетком 18. века, умро негде 1725. у селу Kisilova, највероватније данашње Кисиљево код Великог Градишта. Северни део средишње Србије тада је био у саставу Хабзбуршке монархије (од 1718. до 1739; види: Краљевина Србија (1718–1739)).
Након његове смрти људи у његовом крају су почели после кратке болести да умиру. Настала је сумња да је вампир. Пре њихове смрти многи су тврдили, да им се умрли Благојевић у ноћи указивао и давио. Његова супруга је побегла непосредно после тих чудних збивања изјавивши да јој је у сну дошао мртав муж тражећи јој своје опанке. Најзад му је отворен гроб, тело му, наводно, није трулило, а на уснама је имао свежу крв. Мештани његовог краја су пробили колац кроз његово мртво срце и спалили тело. Одговорни службеник аустријске управе нерадо је допустио поступак, али је пристао због „страха“ мештана да цело њихово село буде уништено од вампира, и њиховог захтева да учине све потребно као што у „турска времена“, то јест кад је село било под османлијском влашћу.
Извештај аустријског службеника Фромбалда о овом случају, објављен у бечком часопису Wienerisches Diarium („Бечки дневник”), заједно са случајевима у Крагујевцу у априлу 1725. спада у прва помињања вампиризма у Европи новијег доба. Преведен је на више језика и допринео је настанку „вампирске маније“ у Енглеској, Француској и Немачкој као и усвајању српске речи вампир у немачки а потом и друге светске језике. Догађај је био сличан ономе са Арнолд Паолом (Арнаутом Павлом) пар година касније, што је изазвало и једно званично истраживање аустријских власти.